# Ópera do Tejo

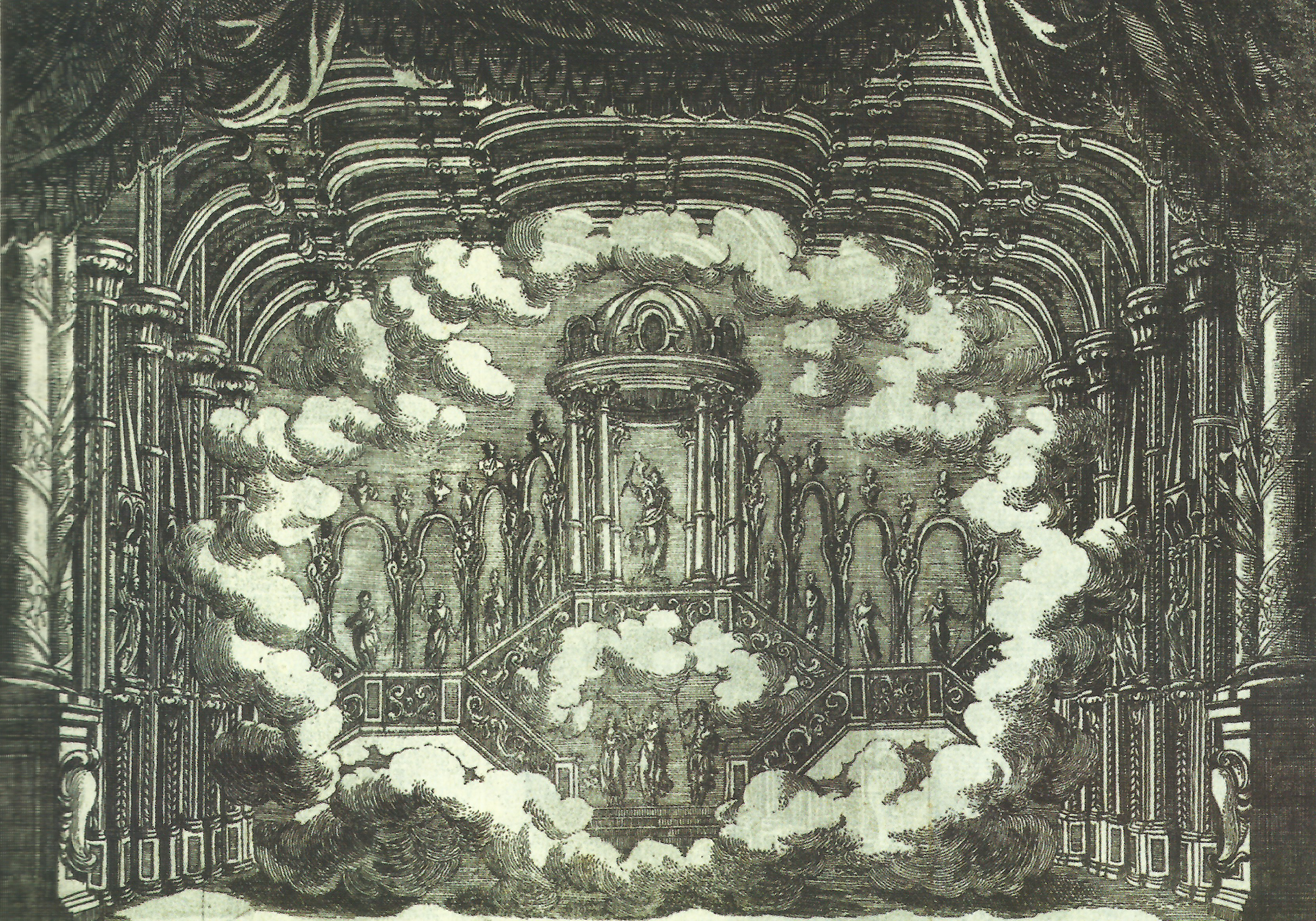
O palco da Ópera do Tejo no dia da sua inauguração, 31 de Março de 1755. A ópera em cena era Alessandro nell'Indie, de Perez.

A Ópera do Tejo ou Real Casa da Ópera era um faustoso teatro de corte, em Lisboa, Portugal. Foi inaugurado em 31 de março de 1755 e destruído pelo grande terramoto de 1 de novembro do mesmo ano. O teatro estava localizado no centro histórico de Lisboa, junto ao rio Tejo, na zona da Ribeira das Naus, anexo ao antigo Paço da Ribeira.
O projecto fora encomendado por D. José I ao arquitecto italiano Galli da Bibbiena. A sala tinha capacidade para 600 pessoas, distribuídas entre a plateia e 38 camarotes, possuindo ainda uma tribuna para a família real. Segundo relatos, muitos espectadores distraíam-se da cena, porque o seu olhar se deslumbrava com "a riqueza da casa que era branca, e de muito ouro em ornatos". Pensa-se que as obras não estivessem ainda totalmente concluídas quando o teatro ruiu em 1755: as obras de alvenaria teriam começado em Junho de 1752, estando ainda por dourar alguma talha aquando do terramoto.

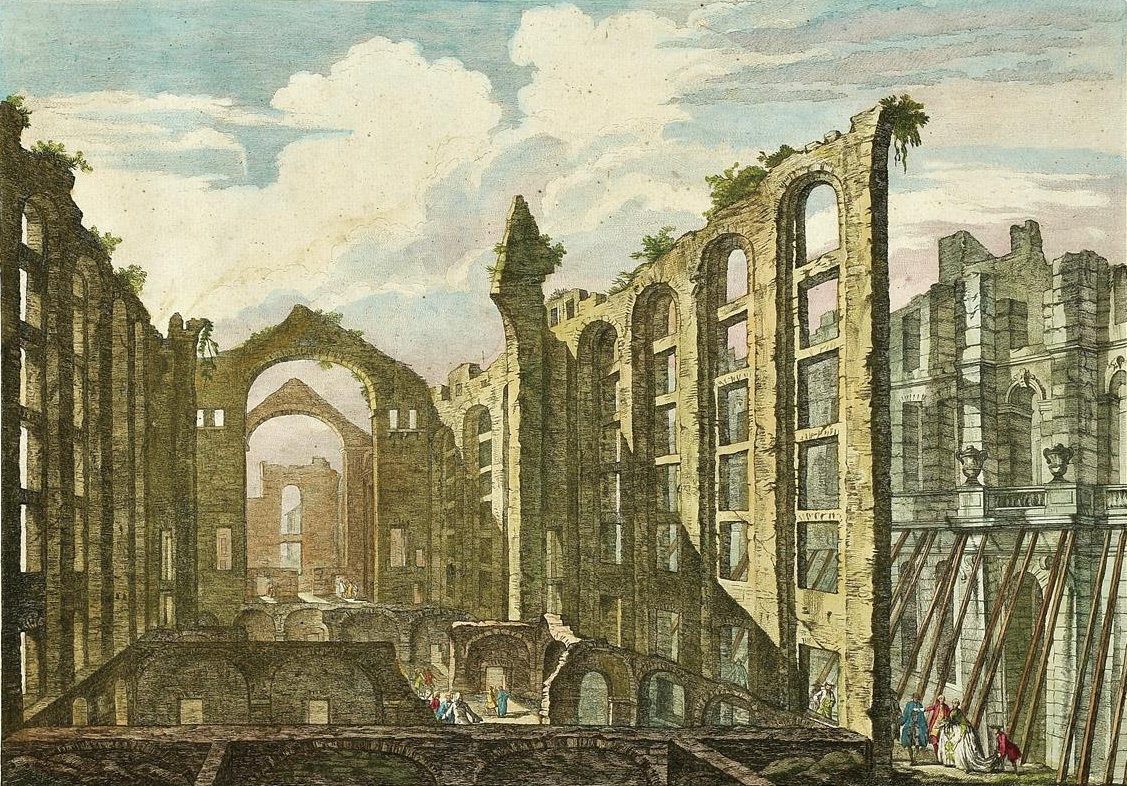
As ruinas da Ópera do Tejo após o Terramoto de 1755, por Jacques Philippe Le Bas (1757).

A inauguração ocorreu com a ópera Alessandro nell'Indie de David Perez, com libreto de Pietro Metastasio, tendo sido enquadrada nas celebrações do aniversário da rainha D. Mariana Vitória. A monumentalidade dos cenários foi complementada por ricos efeitos espectaculares, a cargo do maquinista Petronio Mazzoni. O elenco contou com duas das maiores estrelas internacionais da época, o tenor Anton Raaff, no papel principal, Alessandro, e o castrato Caffarelli no papel do antagonista, Poro.
Foram ainda estreadas duas óperas de Antonio Mazzoni com libretos também de Pietro Metastasio: La clemenza di Tito (6 de junho, por ocasião do aniversário do rei D. José I) e Antigono (16 de outubro). A ópera Artaserse estaria planeada para o início de novembro de 1755. Embora não se conheça um registo exaustivo de todas as récitas (nem todas são mencionadas na Gazeta de Lisboa, pelo que não se sabe ao certo quantas de cada ópera foram apresentadas), sabe-se que tinham lugar às segundas e quintas-feiras.
A reconstrução digital das ruínas do edifício, a partir da gravura de MM. Paris e Pedegache e Jacques Philippe Le Bas (1757), foi realizada em 2016, por Luís Alves da Costa, por ocasião do congresso internacional "Lost and Transformed Cities".